# Richard Axel
Richard Axel sinh ngày 2.7.1946 tại thành phố New York là nhà khoa học thần kinh người Mỹ chuyên nghiên cứu hệ khứu giác đã đoạt giải Nobel Sinh lý và Y khoa năm 2004 chung với Linda B. Buck, một cựu nghiên cứu sinh sau tiến sĩ trong nhóm nghiên cứu của ông.
Trong bài chuyên khảo nổi tiếng của họ được xuất bản năm 1991, Buck và Axel dòng hóa các thụ thể khứu giác, chỉ cho thấy là chúng thuộc về họ các Thụ thể bắt cặp với protein G. Bằng việc phân tích DNA của chuột, họ ước tính rằng có khoảng 1.000 gen khác nhau cho các thụ thể khứu giác trong bộ gen của lớp thú. Việc nghiên cứu này đã mở đường cho các phân tích di truyền học và sinh học phân tử của bộ máy khứu giác. Trong công trình nghiên cứu sau đó, Buck và Axel đã chỉ ra rằng mỗi tế bào của thụ thể khứu giác đáng lưu ý chỉ thể hiện một loại protein thụ thể khứu giác và đầu vào từ tất cả các tế bào thần kinh thể hiện cùng một thụ thể được thu thập bởi một cuộn tiểu cầu khứu giác (glomerulus olfaction) của hành khứu giác (olfactory bulb).

## Tiểu sử
Axel sinh tại thành phố New York, tốt nghiệp trường trường Trung học Stuyvesant năm 1963, đậu bằng cử nhân năm 1967 ở Đại học Columbia, rồi bằng tiến sĩ y khoa ở Đại học Johns Hopkins năm 1971. Cuối năm này, ông trở lại làm việc ở Đại học Columbia và trở thành giáo sư chính thức năm 1978.
Quan tâm nghiên cứu chủ yếu của Axel là về cách mà bộ não diễn giải khứu giác, cụ thể lập bản đồ các bộ phận của bộ não nhạy cảm với các thụ thể khứu giác đặc thù. Cuối thập niên 1970, Axel, cùng với nhà vi sinh học Saul J. Silverstein, và nhà di truyền học Michael H. Wigler, khám phá ra kỹ thuật biến đổi gen, một quá trình cho phép đưa DNA lạ vào tế bào chủ để sản xuất các protein nhất định. Các bằng sáng chế - nay thường gọi là "bằng sáng chế Axel" - bao gồm kỹ thuật này được nộp trong tháng 2 năm 1980 và được cấp phát trong tháng 8 năm 1983. Là một quá trình cơ bản trong nghiên cứu DNA tái tổ hợp như được thực hiện tại các công ty dược và công nghệ sinh học, bằng sáng chế này đã chứng tỏ hoàn toàn mang lợi cho Đại học Columbia, với gần 100 triệu dollar Mỹ một năm trong một lần, và đứng đầu danh sách thu nhập về môn bài của các trường đại học. Các bằng sang chế Axel hết hiệu lực trong tháng 8 năm 2000.
Ông giữ chức giáo sư ở đại học Columbia, giáo sư hóa sinh và lý sinh phân tử cùng bệnh lý ở Trường Y học Đại học Columbia, đồng thời cũng là nhà nghiên cứu ở Viện Y học Howard Hughes. Ngoài những đóng góp trong sinh học thần kinh, Axel cũng đã có những khám phá chuyên môn trong miễn dịch học. Phòng thí nghiệm của ông là một trong những nơi đầu tiên xác định mối liên hệ giữa việc nhiễm HIV và thụ thể miễn dịch CD4.
Ngoài những đóng góp với cương vị một nhà khoa học, Axel cũng làm cố vấn cho nhiều nhà khoa học hàng đầu trong lĩnh vực sinh học thần kinh, trong đó 7 học viên của ông đã trở thành viện sĩ của Viện hàn lâm Khoa học quốc gia Hoa Kỳ, và 6 học viên làm việc nghiên cứu ở Viện Y học Howard Hughes. Một số sinh viên nổi tiếng của ông là Linda B. Buck, David J. Anderson, Catherine Dulac, David Julius, Richard Scheller, Leslie B. Vosshall, Dan Littman và Michael Wigler.

## Giải thưởng và Vinh dự
- Giải Passano (1979)
- Giải Eli Lilly về Hóa Sinh (1983)
- Giải Rosenstiel (1997)
- Giải quốc tế Quỹ Gairdner (2003)
- Giải Nobel Sinh lý và Y khoa (2004)
- Viện sĩ Viện hàn lâm Khoa học quốc gia Hoa Kỳ
- Viện sĩ Viện hàn lâm Khoa học và Nghệ thuật Hoa Kỳ năm 1983.[5]

## Sở thích trong lúc rảnh rỗi
Axel nổi tiếng là người rất hâm mộ opera. Ông đã tới xem buổi trình diễn ra mắt vở La Traviata của Joan Sutherland tại Philadelphia Lyric Opera Company năm 1964 cùng với người bạn trung học Jerold Brenowitz, người sau này trở thành nhà giải phẫu tim. Do có thân hình cao, nên khi còn đi học Axel thường chơi bóng rổ.

## Gia đình
Axel kết hôn với Cornelia "Cori" Bargmann một nhà khoa học đồng nghiệp và là người tiên phong trong nghiên cứu về khứu giác.
Vợ trước của Axel là Ann Axel sinh năm 1947. Ann Axel là chuyên gia bệnh tâm thần, làm việc ở Columbia Eastside, thuộc Trung tâm Y khoa đại học Columbia ở Manhattan.

## Các bài chuyên khảo then chốt
- Buck L, Axel R (1991). "A novel multigene family may encode odorant receptors: a molecular basis for odor recognition". Cell. Quyển 65 số 1. tr. 175–87. doi:10.1016/0092-8674(91)90418-X. PMID 1840504. This is the paper in which Linda B. Buck and Axel first describe the discovery of the odorant receptors, which was the basis for their shared Nobel Prize.[cần dẫn nguồn]
- Pellicer A, Wigler M, Axel R, Silverstein S (1978). "The transfer and stable integration of the HSV thymidine kinase gene into mouse cells". Cell. Quyển 14 số 1. tr. 133–41. doi:10.1016/0092-8674(78)90308-2. PMID 208776.{{Chú thích tạp chí}}:  Quản lý CS1: nhiều tên: danh sách tác giả (liên kết)
- Pellicer A, Robins D, Wold B (1980). "Altering genotype and phenotype by DNA-mediated gene transfer". Science. Quyển 209 số 4463. tr. 1414–22. doi:10.1126/science.7414320. PMID 7414320.{{Chú thích tạp chí}}:  Quản lý CS1: nhiều tên: danh sách tác giả (liên kết)

Đây là những bài chuyên khảo mô tả việc chuyển đổi DNA, một công cụ quan trọng cho toàn bộ cuộc cách mạng sinh học, trong đó gen có thể được sửa đổi và sau đó được chuyển ổn định vào các tế bào. Những bài chuyên khảo này là cơ sở cho "bằng sang chế Axel" đã mang lại cho Đại học Columbia 100 triệu dollar Mỹ một lần một năm.

## Các xuất bản phẩm chọn lọc theo thứ tự thời gian
- Axel R, Schlom J, Spiegelman S (1972). "Presence in human breast cancer of RNA homologous to mouse mammary tumour virus RNA". Nature. Quyển 235 số 5332. tr. 32–6. doi:10.1038/235032a0. PMID 4332799.{{Chú thích tạp chí}}:  Quản lý CS1: nhiều tên: danh sách tác giả (liên kết)
- Weinstein IB, Gebert R, Stadler UC, Orenstein JM, Axel R (1972). "Type C virus from cell cultures of chemically induced rat hepatomas". Science. Quyển 178 số 4065. tr. 1098–100. doi:10.1126/science.178.4065.1098. PMID 4343844.{{Chú thích tạp chí}}:  Quản lý CS1: nhiều tên: danh sách tác giả (liên kết)
- McAllister LB, Scheller RH, Kandel ER, Axel R (1983). "In situ hybridization to study the origin and fate of identified neurons". Science. Quyển 222 số 4625. tr. 800–8. doi:10.1126/science.6356362. PMID 6356362.{{Chú thích tạp chí}}:  Quản lý CS1: nhiều tên: danh sách tác giả (liên kết)
- Gay D, Maddon P, Sekaly R (1987). "Functional interaction between human T-cell protein CD4 and the major histocompatibility complex HLA-DR antigen". Nature. Quyển 328 số 6131. tr. 626–9. doi:10.1038/328626a0. PMID 3112582.{{Chú thích tạp chí}}:  Quản lý CS1: nhiều tên: danh sách tác giả (liên kết)
- Julius D, MacDermott AB, Axel R, Jessell TM (1988). "Molecular characterization of a functional cDNA encoding the serotonin 1c receptor". Science. Quyển 241 số 4865. tr. 558–64. doi:10.1126/science.3399891. PMID 3399891.{{Chú thích tạp chí}}:  Quản lý CS1: nhiều tên: danh sách tác giả (liên kết)
- Deen KC, McDougal JS, Inacker R (1988). "A soluble form of CD4 (T4) protein inhibits AIDS virus infection". Nature. Quyển 331 số 6151. tr. 82–4. doi:10.1038/331082a0. PMID 3257544.{{Chú thích tạp chí}}:  Quản lý CS1: nhiều tên: danh sách tác giả (liên kết)
- Julius D, Livelli TJ, Jessell TM, Axel R (1989). "Ectopic expression of the serotonin 1c receptor and the triggering of malignant transformation". Science. Quyển 244 số 4908. tr. 1057–62. doi:10.1126/science.2727693. PMID 2727693.{{Chú thích tạp chí}}:  Quản lý CS1: nhiều tên: danh sách tác giả (liên kết)
- Ryu SE, Kwong PD, Truneh A (1990). "Crystal structure of an HIV-binding recombinant fragment of human CD4". Nature. Quyển 348 số 6300. tr. 419–26. doi:10.1038/348419a0. PMID 2247146.{{Chú thích tạp chí}}:  Quản lý CS1: nhiều tên: danh sách tác giả (liên kết)
- Robey EA, Ramsdell F, Kioussis D (1992). "The level of CD8 expression can determine the outcome of thymic selection". Cell. Quyển 69 số 7. tr. 1089–96. doi:10.1016/0092-8674(92)90631-L. PMID 1617724.{{Chú thích tạp chí}}:  Quản lý CS1: nhiều tên: danh sách tác giả (liên kết)
- Ngai J, Dowling MM, Buck L, Axel R, Chess A (1993). "The family of genes encoding odorant receptors in the channel catfish". Cell. Quyển 72 số 5. tr. 657–66. doi:10.1016/0092-8674(93)90395-7. PMID 7916654.{{Chú thích tạp chí}}:  Quản lý CS1: nhiều tên: danh sách tác giả (liên kết)
- Ngai J, Chess A, Dowling MM, Necles N, Macagno ER, Axel R (1993). "Coding of olfactory information: topography of odorant receptor expression in the catfish olfactory epithelium". Cell. Quyển 72 số 5. tr. 667–80. doi:10.1016/0092-8674(93)90396-8. PMID 8453662.{{Chú thích tạp chí}}:  Quản lý CS1: nhiều tên: danh sách tác giả (liên kết)
- Vassar R, Ngai J, Axel R (1993). "Spatial segregation of odorant receptor expression in the mammalian olfactory epithelium". Cell. Quyển 74 số 2. tr. 309–18. doi:10.1016/0092-8674(93)90422-M. PMID 8343958.{{Chú thích tạp chí}}:  Quản lý CS1: nhiều tên: danh sách tác giả (liên kết)
- Chess A, Simon I, Cedar H, Axel R (1994). "Allelic inactivation regulates olfactory receptor gene expression". Cell. Quyển 78 số 5. tr. 823–34. doi:10.1016/S0092-8674(94)90562-2. PMID 8087849.{{Chú thích tạp chí}}:  Quản lý CS1: nhiều tên: danh sách tác giả (liên kết)
- Vassar R, Chao SK, Sitcheran R, Nuñez JM, Vosshall LB, Axel R (1994). "Topographic organization of sensory projections to the olfactory bulb". Cell. Quyển 79 số 6. tr. 981–91. doi:10.1016/0092-8674(94)90029-9. PMID 8001145.{{Chú thích tạp chí}}:  Quản lý CS1: nhiều tên: danh sách tác giả (liên kết)
- Dulac C, Axel R (1995). "A novel family of genes encoding putative pheromone receptors in mammals". Cell. Quyển 83 số 2. tr. 195–206. doi:10.1016/0092-8674(95)90161-2. PMID 7585937.
- Mombaerts P, Wang F, Dulac C (1996). "Visualizing an olfactory sensory map". Cell. Quyển 87 số 4. tr. 675–86. doi:10.1016/S0092-8674(00)81387-2. PMID 8929536.{{Chú thích tạp chí}}:  Quản lý CS1: nhiều tên: danh sách tác giả (liên kết)
- Amrein H, Axel R (1997). "Genes expressed in neurons of adult male Drosophila". Cell. Quyển 88 số 4. tr. 459–69. doi:10.1016/S0092-8674(00)81886-3. PMID 9038337.
- Wang F, Nemes A, Mendelsohn M, Axel R (1998). "Odorant receptors govern the formation of a precise topographic map". Cell. Quyển 93 số 1. tr. 47–60. doi:10.1016/S0092-8674(00)81145-9. PMID 9546391.{{Chú thích tạp chí}}:  Quản lý CS1: nhiều tên: danh sách tác giả (liên kết)
- Vosshall LB, Amrein H, Morozov PS, Rzhetsky A, Axel R (1999). "A spatial map of olfactory receptor expression in the Drosophila antenna". Cell. Quyển 96 số 5. tr. 725–36. doi:10.1016/S0092-8674(00)80582-6. PMID 10089887.{{Chú thích tạp chí}}:  Quản lý CS1: nhiều tên: danh sách tác giả (liên kết)
- Belluscio L, Koentges G, Axel R, Dulac C (1999). "A map of pheromone receptor activation in the mammalian brain". Cell. Quyển 97 số 2. tr. 209–20. doi:10.1016/S0092-8674(00)80731-X. PMID 10219242.{{Chú thích tạp chí}}:  Quản lý CS1: nhiều tên: danh sách tác giả (liên kết)
- Vosshall LB, Wong AM, Axel R (2000). "An olfactory sensory map in the fly brain". Cell. Quyển 102 số 2. tr. 147–59. doi:10.1016/S0092-8674(00)00021-0. PMID 10943836.{{Chú thích tạp chí}}:  Quản lý CS1: nhiều tên: danh sách tác giả (liên kết)
- Gogos JA, Osborne J, Nemes A, Mendelsohn M, Axel R (2000). "Genetic ablation and restoration of the olfactory topographic map". Cell. Quyển 103 số 4. tr. 609–20. doi:10.1016/S0092-8674(00)00164-1. PMID 11106731.{{Chú thích tạp chí}}:  Quản lý CS1: nhiều tên: danh sách tác giả (liên kết)
- Scott K, Brady R, Cravchik A (2001). "A chemosensory gene family encoding candidate gustatory and olfactory receptors in Drosophila". Cell. Quyển 104 số 5. tr. 661–73. doi:10.1016/S0092-8674(01)00263-X. PMID 11257221.{{Chú thích tạp chí}}:  Quản lý CS1: nhiều tên: danh sách tác giả (liên kết)
- Wong AM, Wang JW, Axel R (2002). "Spatial representation of the glomerular map in the Drosophila protocerebrum". Cell. Quyển 109 số 2. tr. 229–41. doi:10.1016/S0092-8674(02)00707-9. PMID 12007409.{{Chú thích tạp chí}}:  Quản lý CS1: nhiều tên: danh sách tác giả (liên kết)
- Wang JW, Wong AM, Flores J, Vosshall LB, Axel R (2003). "Two-photon calcium imaging reveals an odor-evoked map of activity in the fly brain". Cell. Quyển 112 số 2. tr. 271–82. doi:10.1016/S0092-8674(03)00004-7. PMID 12553914.{{Chú thích tạp chí}}:  Quản lý CS1: nhiều tên: danh sách tác giả (liên kết)
- Cutforth T, Moring L, Mendelsohn M (2003). "Axonal ephrin-As and odorant receptors: coordinate determination of the olfactory sensory map". Cell. Quyển 114 số 3. tr. 311–22. doi:10.1016/S0092-8674(03)00568-3. PMID 12914696.{{Chú thích tạp chí}}:  Quản lý CS1: nhiều tên: danh sách tác giả (liên kết)
- Eggan K, Baldwin K, Tackett M (2004). "Mice cloned from olfactory sensory neurons". Nature. Quyển 428 số 6978. tr. 44–9. doi:10.1038/nature02375. PMID 14990966.{{Chú thích tạp chí}}:  Quản lý CS1: nhiều tên: danh sách tác giả (liên kết)
- Barnea G, O'Donnell S, Mancia F (2004). "Odorant receptors on axon termini in the brain". Science. Quyển 304 số 5676. tr. 1468. doi:10.1126/science.1096146. PMID 15178793.{{Chú thích tạp chí}}:  Quản lý CS1: nhiều tên: danh sách tác giả (liên kết)
- Shykind BM, Rohani SC, O'Donnell S (2004). "Gene switching and the stability of odorant receptor gene choice". Cell. Quyển 117 số 6. tr. 801–15. doi:10.1016/j.cell.2004.05.015. PMID 15186780.{{Chú thích tạp chí}}:  Quản lý CS1: nhiều tên: danh sách tác giả (liên kết)
- Lomvardas S, Barnea G, Pisapia DJ, Mendelsohn M, Kirkland J, Axel R (2006). "Interchromosomal interactions and olfactory receptor choice". Cell. Quyển 126 số 2. tr. 403–13. doi:10.1016/j.cell.2006.06.035. PMID 16873069.{{Chú thích tạp chí}}:  Quản lý CS1: nhiều tên: danh sách tác giả (liên kết)